# Günzburg
Günzburg (Suabi: Genzburg) és una ciutat de Baviera, Alemanya. És una Große Kreisstadt i la capital del districte de Suàbia Günzburg. Aquest districte es va constituir l'any 1972 combinant la ciutat de Günzburg – abans no havia estat assignada a un Kreis (districte) – amb el districte de Günzburg i el districte de Krumbach.
Günzburg es troba on el riu Günz entra al Danubi, i té una població d'uns 20.350 habitants.
Legoland Germany és a Günzburg.

## Història
Günzburg va ser fundada cap al 70 aC pels romans per defensar les fronteres de la seva terra al llarg del Danubi; era conegut com a Castellum Guntia, Gontia o Contia. El nom prové del de la deessa celta Gontia. Consistia en un fort, substituït posteriorment per almenys un altre al mateix lloc, un assentament civil força gran i molt probablement un important pont sobre el Danubi.
Després de la marxa dels romans al segle v, la tribu alamanes s'hi va establir. Al voltant de l'any 700 el proper castell de Ricinis va ser esmentat pel cartògraf de Ravenna com un dels cinc castells més importants d'Alemannia. El 1065 apareix la primera evidència documental de la mateixa ciutat com Gunceburch.
El 1301 la ciutat va passar a formar part de la casa dels Habsburg i es va convertir en el centre del margraviat de Burgau; durant un temps (1803–1805) va ser fins i tot la capital de tota l'Àustria més llunyana.
Molt a prop de Günzburg es troba el lloc on l'Horda de Leipheim va ser derrotada per l'exèrcit suau el 1525 durant la guerra dels camperols alemanys. El mateix lloc va veure el primer vol d'un Messerschmitt Me 262 el 1942.
El 1770 la ciutat va ser visitada per la reina francesa Maria Antonieta. Va interrompre el seu viatge cap a França durant dos dies i se li va unir la germana del seu pare, la princesa Anna Carlota de Lorena. Junts, van fer un pelegrinatge a l'església de Maria Königin Bild, prop de Limbach.
El 9 d'octubre de 1805, elements del Sisè Cos de la Grande Armée de Napoléon van assaltar posicions austríaques a Günzburg. El primer assalt va ser iniciat pel 25è d'infanteria lleugera i els 27è i 50è regiments d'infanteria de línia (a les ordres de Pierre-Louis Binet de Marcognet), mentre que el segon consistia només en el 59è regiment d'infanteria de línia, sota Mathieu de la Bassé; es van fer al voltant de mil presoners austríacs i es van capturar sis canons. El 1806, a través de l'aliança franco-bavaresa, Günzburg es va integrar al Regne de Baviera.
L'abril de 1945, prop del final de la Segona Guerra Mundial, la ciutat de Günzburg va ser bombardejada pels aliats. Entre altres objectius que van ser greument danyats o destruïts hi havia la propera ciutat de Denzingen, el castell i un tren de municions que hi havia a l'estació de tren.
Günzburg ha prosperat, amb una pròspera zona comercial del centre de la ciutat, vistes panoràmiques del castell històric proper i un dels cinc millors parcs temàtics de Legoland d'Alemanya. També és la llar del futbolista Stefano Celozzi, que es va traslladar a Günzburg el 2016.

## Principals llocs d'interès

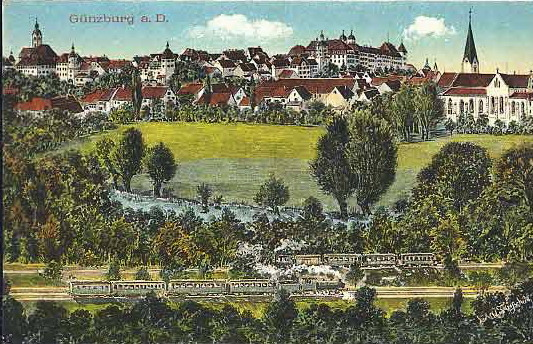
Günzburg cap al 1918

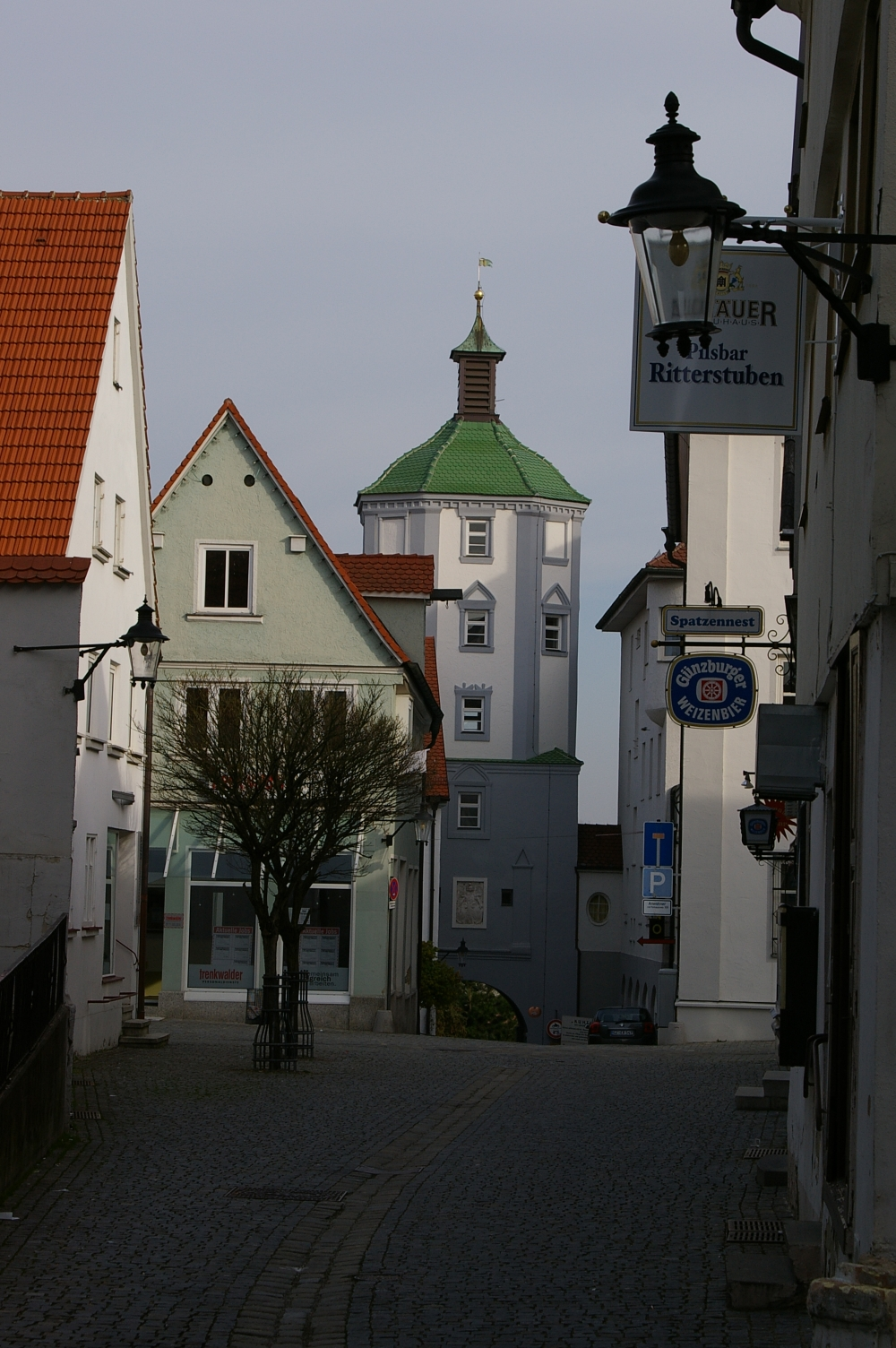
Torre de la vaca al nucli antic

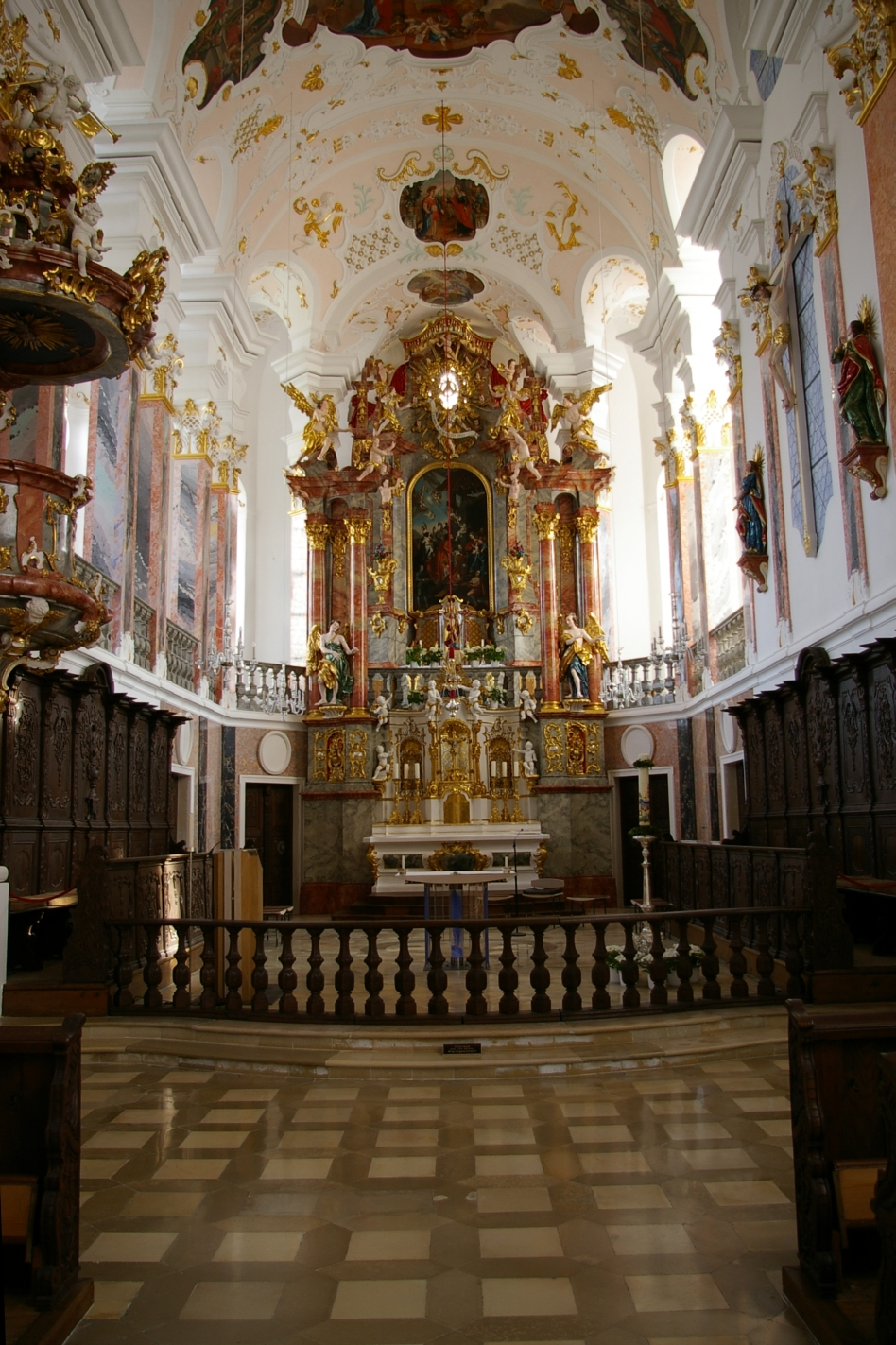
Altar de la Frauenkirche

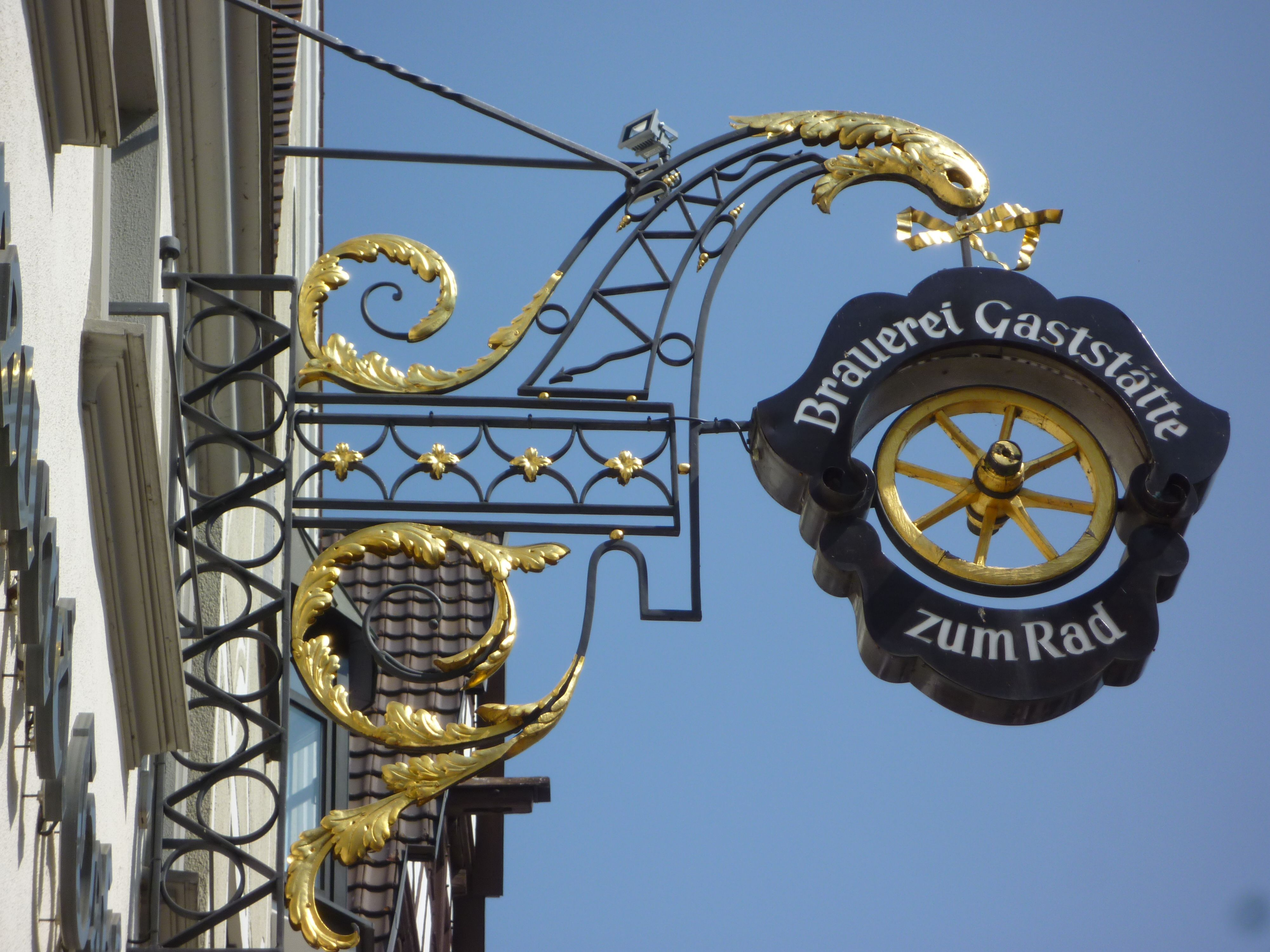
Günzburg Gasthaus Rad Restaurant "Roda"

Els atractius de Günzburg inclouen l'Església de Nostra Senyora (Frauenkirche) construïda per Dominikus Zimmermann, el castell dels margraves (l'únic castell dels Habsburg construït a Alemanya), el fort de Reisensburg, avui centre de congressos de la Universitat d'Ulm i el castell gairebé intacte. nucli antic.
L'any 2002 Legoland va construir un parc temàtic prop de la ciutat.

## Persones notables
- Fred Benninger (1917–2004), executiu de diverses empreses als Estats Units
- Stefano Celozzi, (nascut el 1988), futbolista del VfL Bochum
- Diana Damrau (nascuda el 1971), cantant d'òpera, soprano
- Johann Eck (1494–1554), teòleg de la Reforma
- Johann Eberlin von Günzburg (mort el 1533), predicador i autor reformista, va néixer a la ciutat cap al 1470.
- Erhard Keller (nascut el 1944), patinador de velocitat.
- Petra Kelly (1947–1992), política, activista per la pau i membre fundadora del partit Verds.
- Josef Mengele (1911–1979), metge alemany, oficial de les SS i metge del camp de concentració d'Auschwitz va néixer a Günzburg. El 8 de març de 2005 es va erigir a la ciutat un monument a les seves víctimes.[2]
- Karl Mengele (1884–1959), pare del metge alemany Josef Mengele, propietari temporal de l'empresa d'enginyeria agrícola Mengele, a la dècada de 1950, amb 2.000 empleats l'ocupador més gran de la regió.
- Franz Xaver Schwarz (1875–1947), polític nazi, Reichsschatzmeister
- Tina Stöckle (1948–1992), activista de l'antipsiquiatria humanista.
- Zenon Andrusyshyn (nascut el 1947), exatleta de futbolista professional.
- Ute Schmid (nascut el 1965), informàtic.
- Robert Sigl (nascut el 1962), director de cinema, actor, escriptor, premi de cinema bavarès el 1988.